# ERockit

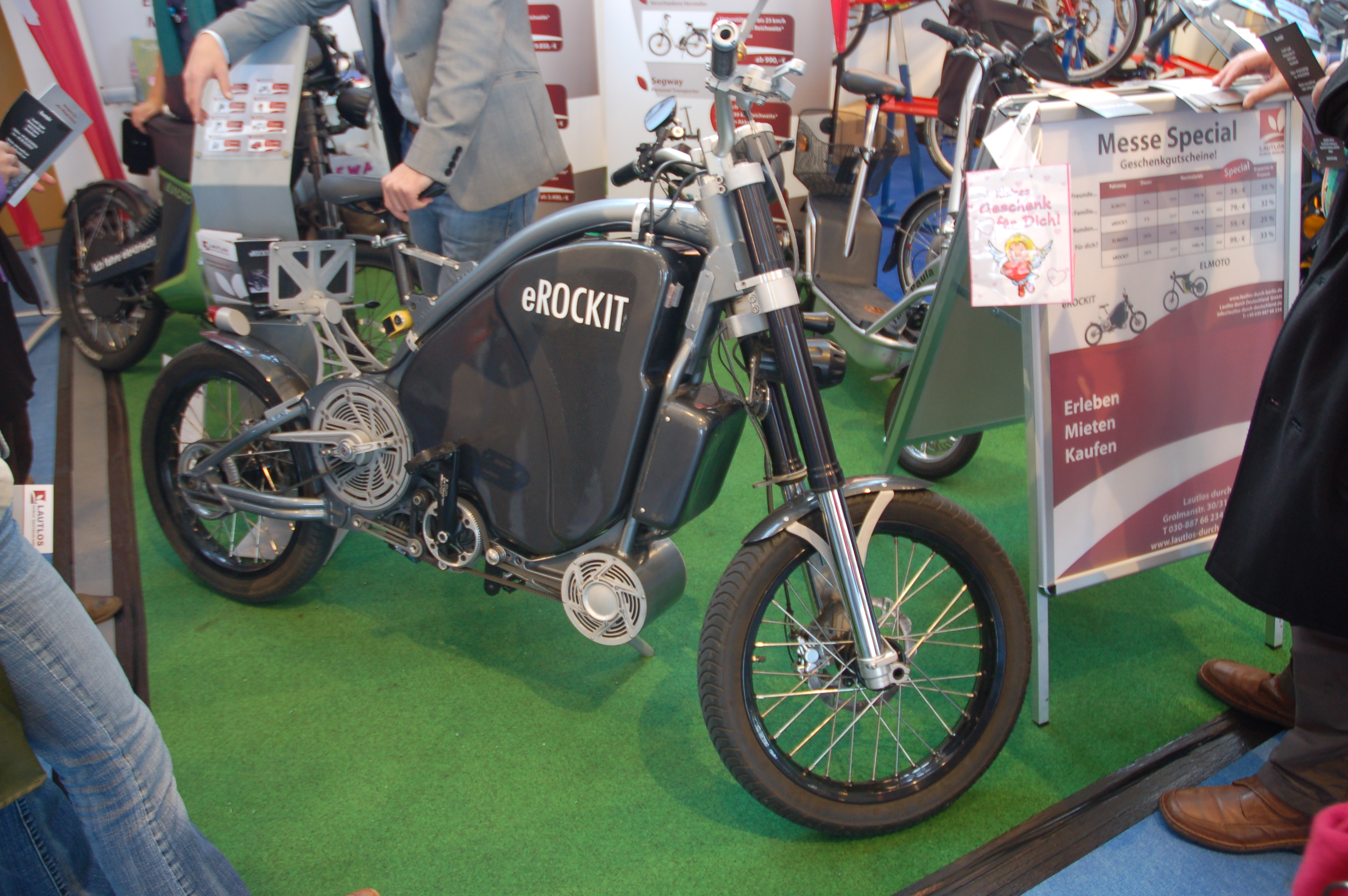
Das eROCKIT auf der Fahrradmesse Berlin 2009

Das eRockit (Eigenschreibweise eROCKIT) ist ein Elektro-Leichtkraftrad, das wie ein Fahrrad bedient wird. Es gehört zu einer neuen Fahrzeuggattung. Im Gegensatz zu einem Pedelec gibt es keine direkte mechanische Energieübertragung von den Pedalen zum Hinterrad. Entwickelt und produziert wird das Fahrzeug von der eRockit Systems GmbH. Das Design des eRockit stammt von Konstantinos Heyer.

## Konstruktion und Zulassung
Um das eRockit zu fahren, tritt man in die Pedale. Durch das Treten wird die Geschwindigkeit gesteuert. Ein Zahnriemen überträgt die Pedalrotation in einen Generator, der eine Steuerspannung für den Computer erzeugt. Der Computer steuert die Leistung, die an den Elektromotor abgegeben wird. Der Elektromotor überträgt die Kraft über einen Zahnriemen mit bis zu 75 Nm auf das Hinterrad. Möchte man langsamer fahren, hört man auf zu treten. Durch eine Motorbremse wird die Bremsenergie in die Akkus zurückgeführt. Das eRockit ist mit je einer Scheibenbremse vorn und hinten ausgestattet. Die Reichweite einer Akkuladung liegt je nach Nutzungsverhalten bei 120 km. Das Fahrzeug hat 3 Fahrstufen, die die erreichbare Geschwindigkeit begrenzen. Sie dienen der Sicherheit und helfen beim Einsparen von elektrischer Energie. Stufe 1 erlaubt bis zu 30 km/h, Stufe 2 rund 60 km/h und Stufe 3 die maximale Endgeschwindigkeit von ca. 80 km/h. Die Aufladung der Akkus an einer normalen 230-V-Steckdose ist nach ca. 4 Stunden abgeschlossen.
Da das Fahrzeug als Leichtkraftrad zum Straßenverkehr zugelassen ist, ist zum Fahren ein Führerschein der Klasse A1 erforderlich oder der alte Klasse-3-PKW-Führerschein (bei Erwerb vor dem 1. April 1980).

## Kleinserienproduktion und Insolvenz
2013 begann die Kleinserienproduktion des eRockit nach der Gründung eines kleinen Manufakturbetriebs in Berlin-Marzahn mit zehn Mitarbeitern. Das Zweirad wurde direkt und über Händler vertrieben.
Laut amtlicher Bekanntmachung des Amtsgerichts Charlottenburg (Berlin) unter HRB 96906 B vom 12. Juni 2014 ist die eRockit GmbH auf Grund der Eröffnung des Insolvenzverfahrens gemäß § 60 Abs. 1 Nr. 4 GmbHG aufgelöst.

## Neustart 2019
Die eRockit Systems GmbH hat die Marke sowie alle Rechte an dem Fahrzeug erworben und entwickelt und produziert das Fahrzeug in Produktionshallen in Hennigsdorf bei Berlin. Ein Team von internationalen Zweiradexperten arbeitet an dem Fahrzeug, das im Frühjahr 2019 in Serie ausgeliefert werden sollte. Unterstützt wurde die Produktion seitens des Landes Brandenburg. Richard Gaul, ehemaliger Kommunikationschef von BMW, berät das Unternehmen. Im Dezember 2020 wurde bekannt, dass sich die Gründer der Influencer-Agentur Reachhero, Aaron Troschke und Philipp John an dem Unternehmen beteiligt haben. Auch der Fußballprofi Max Kruse hat bei eRockit Systems investiert. Im Juni 2021 wurde bekannt, dass Markus Leder, vormals Entwicklungsleiter bei Pininfarina Deutschland, die Produktion und Qualitätssicherung als Chief Operating Officer (COO) verantwortet.
Die eROCKIT Systems GmbH hat wie das vorherige Unternehmen Ende Oktober 2024 ein Insolvenzverfahren beantragt. Das Insolvenzeröffnungsverfahren über das Vermögen der Firma eROCKIT Systems GmbH ist am 13. November 2024 angeordnet worden. Zur vorläufigen Insolvenzverwalterin wurde Rechtsanwältin Dr. Susanne Berner berufen.

## eROCKIT AG
Ende 2021 wurde die eROCKIT AG gegründet, die zu 100 % Gesellschafter der eROCKIT Systems GmbH ist. Vorstand ist Andreas Zurwehme. Aktionäre der eROCKIT AG sind u. a. der Fußballprofi Max Kruse, Medienunternehmer Aaron Troschke und die Mittelständische Beteiligungsgesellschaft Berlin-Brandenburg. Das Unternehmen hat Mitte Dezember 2021 mit der Ausgabe von Aktien begonnen. Der Erlös soll in Produktion, Produktpalette und Vertrieb fließen. Im Frühjahr 2023 wurde bekannt, dass sich das indische Unternehmen Motovolt mit einer Million Euro an der eROCKIT AG beteiligt hat. Motovolt plane weitere Investitionen von bis zu 10 Millionen Euro um eine Fahrzeugproduktion in Indien aufzubauen.

## Technische Daten eRockit Limited Edition 2019/2020
- Motor-Typ: luftgekühlter bürstenloser Permanentmagnet-Synchronmotor
- Leistung: 16 kW/22 PS
- Drehmoment: 90 Nm
- Höchstgeschwindigkeit: 89 km/h
- Akku-Typ: Lithium-Ion
- Kapazität: 6,6 kWh
- Reichweite: ca. 80 km (nutzungsabgängig)
- Akku-Lebensdauer: ca. 2000 Ladezyklen
- Ladegerät: 1,8 kW externer Lader (SchuKo)
- Ladezeit: ca. 4 h
- Gewicht: 120 kg